# Gmina Kravarsko
Gmina Kravarsko (chorw. Općina Kravarsko) – gmina w Chorwacji, w żupanii zagrzebskiej. W 2011 roku liczyła  1987 mieszkańców.